# Лі Ендрю Мартін
Лі Ендрю Мартін (англ. Lee Andrew Martin, нар. 5 лютого 1968, Гайд, Великий Манчестер) — англійський футболіст, лівий захисник. Найбільш відомий за виступами за клуби «Манчестер Юнайтед», «Селтік» і «Бристоль Роверс». Провів два матчі за збірну Англії до 21 року.

## Футбольна кар'єра
Лі Мартін почав кар'єру у футбольній Академії «Манчестер Юнайтед». У 1988 році підписав перший професійний контракт з клубом. У 1990 році забив єдиний гол у переграванні фінального матчу Кубка Англії проти «Крістал Пелас». Це був другий з його двох голів, забитих за клуб. Свій перший гол він забив 16 місяцями раніше, в матчі проти «Вест Гем Юнайтед» на «Аптон Парк».
Після сезону 1990/91 Мартін рідко потрапляв в основний склад «Юнайтед». Він не брав участі в переможному фіналі Кубка Ліги 1992 року, а також не отримав чемпіонську медаль Прем'єр-ліги в 1993 році, оскільки не провів у сезоні 1992/93 жодного матчу в чемпіонаті. Всього за «Манчестер Юнайтед» Мартін провів 108 матчів у всіх турнірах.
У січні 1994 року він перейшов в «Селтік», але через кілька місяців отримав перелом ноги. У 1996 році він пішов з «Селтіка» в англійський «Бристоль Роверс», звідки в 1997 році відправився в оренду в «Гаддерсфілд Таун». У 1998 році пішов з професійного футболу.
Згодом Лі Мартін виступав за напівпрофесійні валлійські клуби «Бангор Сіті» і «Кевн Друїдс».
У 2008 році Мартін остаточно завершив футбольну кар'єру.

## Титули і досягнення
- Володар Кубка Англії (1): 1989–90
- Володар Суперкубка Європи (1): 1991